# Pour elle
Pour elle is een Franse misdaad-thriller uit 2008. Voor regisseur Fred Cavayé was dit zijn eerste avondvullende film, nadat hij eerder een aantal korte films maakte. Hij werd voor Pour elle genomineerd voor de César voor Beste debuutfilm. Een Amerikaanse remake getiteld The Next Three Days verscheen in het najaar van 2010.

## Verhaal
Julien (Vincent Lindon) en Lisa Auclert (Diane Kruger) zijn een gelukkig getrouwd echtpaar. Samen zorgen ze voor hun zoontje Oscar (Lancelot Roch), die in de kleuterfase zit. Hun leven verandert radicaal wanneer 's morgens tijdens het ontbijt totaal onverwacht de politie binnenstormt en Lisa arresteert op verdenking van moord. Ze is onschuldig en weet niet waar het over gaat, maar alle bewijzen wijzen naar haar: Ze had een dag eerder ruzie met haar bazin, het slachtoffer, dus een motief; haar vingerafdrukken staan op de brandblusser waarmee die de hersens zijn ingeslagen; ze heeft bloed van het slachtoffer op haar jas en ze is door de schoonmaker gezien in hetzelfde deel van de parkeergarage waar hij een moment later het slachtoffer dood aantrof. In werkelijkheid komt dit doordat ze de parkeergarage inliep net nadat de vrouw die de moord echt pleegde Lisa's bazin ombracht. Tijdens haar vlucht is de dader in de deuropening met haar bebloede handen langs Lisa's jas geschuurd. Toen Lisa vervolgens de brandblusser op de grond zag liggen, heeft ze die tegen de muur gezet voordat ze in haar auto stapte en wegreed. Haar bazin heeft Lisa niet zien liggen. Ze wordt niettemin schuldig bevonden en tot twintig jaar gevangenisstraf veroordeeld.
Drie jaar later zit Lisa nog steeds vast, ondanks alle pogingen van haar advocate om langs alle mogelijke juridische methodes haar straf aan te vechten. Wanneer ook het laatste hoger beroep wordt afgewezen wegens te weinig nieuw bewijs, raadt de advocate Julien aan om het op te geven. Zij ziet geen hoop meer om Lisa's veroordeling veranderd te krijgen. Julien is ten einde raad. Lisa stort in de gevangenis in wanneer ze het nieuws hoort. Julien wordt even later naar het ziekenhuis geroepen omdat zijn vrouw een mislukte poging tot zelfmoord deed door haar polsen door te snijden. Julien heeft alles voor zijn vrouw over en zoekt daarom door naar mogelijkheden in het illegale circuit. Hij maakt een afspraak met Henri Pasquet (Olivier Marchal), die zeven keer uit verschillende gevangenissen ontsnapte en daar een boek over schreef. Hij vertelt Julien waar hij zeker allemaal voor moet zorgen om een ontsnapping te laten slagen. Hij waarschuwt er wel voor dat het makkelijker is om vrij te komen dan om vrij te blijven. Pasquet vertelt Julien dat hij de banden met alles en iedereen die hij kent moet verbreken, omdat de politie hem anders daarlangs zo opspoort. Hij moet binnen een paar uur na de ontsnapping op een vliegveld in het buitenland komen, voordat het net van justititie zich rond hem sluit. De vlucht moet vervolgens gaan naar een verre plek waar geen Franse kranten zijn, hij moet zo veel mogelijk contant geld meenemen en zorgen voor kwalitatief goede en vooral geloofwaardige valse identificatiepapieren. Pasquet vertelt dat een ontsnapte kennis van hem werd gesnapt toen hij totaal niet bleek te kunnen reanimeren, terwijl in zijn valse papieren stond dat hij een arts was.
Julien bereidt zich na het gesprek met Pasquet drie maanden lang tot in de puntjes voor. Hij zorgt dat hij aan alle voorwaarden voldoet die Pasquet noemde, vermijdt alle contact met vrienden en familie en vertelt niemand over zijn plannen, ook Lisa zelf niet. Zijn broer Pascal is de enige die hij op zeker moment wel in moet lichten, omdat die een scène schopt voor zijn voordeur als Julien die niet opendoet, terwijl hij zijn aanwezigheid al verraden heeft door tegen Oscar te praten. Julien brengt de hele gevangenis in kaart, legt tijdschema's aan van alle diensten die naar en van de gevangenis af rijden, plant een vluchtroute en koopt vliegtickets naar San Salvador. Zijn plan nadert uitvoering wanneer Lisa roet in het eten gooit. Zij weigert al tijden haar insuline te spuiten en wordt daarom binnen drie dagen overgeplaatst naar een gevangenis in Rennes waar een ziekenhuis ingebouwd zit. Dit schopt Juliens plannen ernstig in de war, omdat de notaris minimaal een week nodig heeft om hem het geld te bezorgen dat hij krijgt voor de verkoop van zijn en Lisa's huis. Daarom gaat hij met een geweer op pad om Mouss (Alaa Safi) te beroven, die hem oplichtte en beroofde bij zijn eerste poging om aan valse papieren te komen. Mouss heeft alleen niet genoeg geld op zak zodat Julien zich naar diens meerdere laat brengen, drugsbaas Martial Naqur (Moussa Maaskri). Die is niet van plan zich zomaar te laten beroven door een burgermannetje. In het vuurgevecht dat ontstaat verwondt Martial vervolgens Mouss dodelijk en schiet Julien op zijn beurt Martial dood. Hierdoor komt er nog meer tijdsdruk te staan op zijn plan om Lisa uit de gevangenis te breken, want zodra de twee lijken gevonden worden moet hij uit handen zien te blijven van een moordonderzoek. Terwijl hij bij de gevangenis wacht op zijn kans, komt de politie hem inderdaad snel op het spoor. Bij het lichaam van Mouss wordt namelijk verf van Juliens Volvo gevonden en die komt niet veel voor. Er kan een volgende streep door Juliens plannen wanneer Lisa direct naar een ziekenhuis wordt overgebracht nadat een gevangenisdokter vaststelt dat haar suikertekort hierom vraagt.
Julien moet plotseling improviseren. Hij steelt een doktersjas in het ziekenhuis waar Lisa heengebracht is en gaat naar de kamer waar zij naartoe gebracht is. Met een meegebracht geweer bedreigt hij haar bewakers en slaat hij met haar op de vlucht. Zij ziet dit in eerste instantie helemaal niet zitten. Zoiets als dit was nog nooit in haar opgekomen en ze maakt zich zorgen over wie er voor Oscar moet zorgen als allebei zijn ouders in de gevangenis worden gegooid. Ze laat zich niettemin overhalen en werkt tijdens de vlucht steeds beter mee, zodra ze van de eerste schok bekomen is. Ze pikken Oscar op in de hotelkamer waar Julien hem liet wachten en met de politie op hun hielen moeten ze er daarna voor zorgen dat ze de stad uitkomen en naar de luchthaven van waaruit het vliegtuig naar San Salvador vertrekt. Ze hebben hiervoor niettemin het nodige geluk nodig, omdat Julien een deel van zijn zorgvuldig geplande operatie de mist in zag gaan door de onvoorziene veranderingen op het laatste moment.

## Rolverdeling
- Vincent Lindon - Julien Auclert
- Diane Kruger - Lisa Auclert
- Lancelot Roch - Oscar Auclert
- Liliane Rovère - Juliens moeder
- Olivier Perrier - Juliens vader
- Olivier Marchal - Henri Pasquet
- Hammou Graïa - Commandant Susini
- Moussa Maaskri - Martial Naqur
- Rémi Martin - Kapitein Jousseaume
- Thierry Godard - Pascal
- Slimane Hadjar - David
- Dorothée Tavernier - Nathalie
- Mika'ela Fisher - getatoeëerde vrouw
- Alaa Safi - Mouss
- Joseph Beddelem - Hassan
- Ivan Franek - Dragan
- Odile Roire - Mr. Thomassin
- Corentin Daumas - Corentin
- Marc Robert - Rouxel